# Archäologisches Museum Córdoba

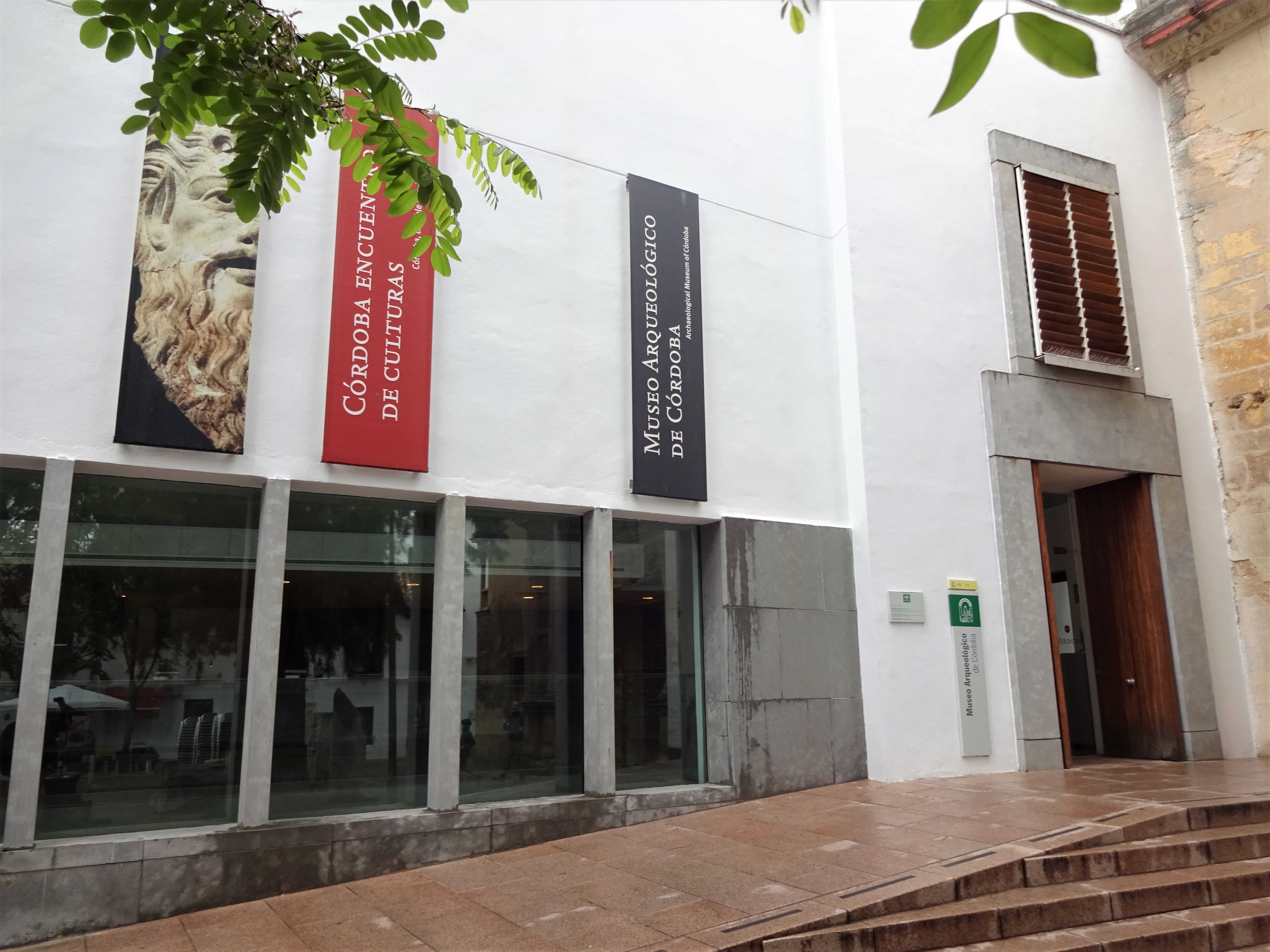
Neubau, Archäologisches Museum Cordoba

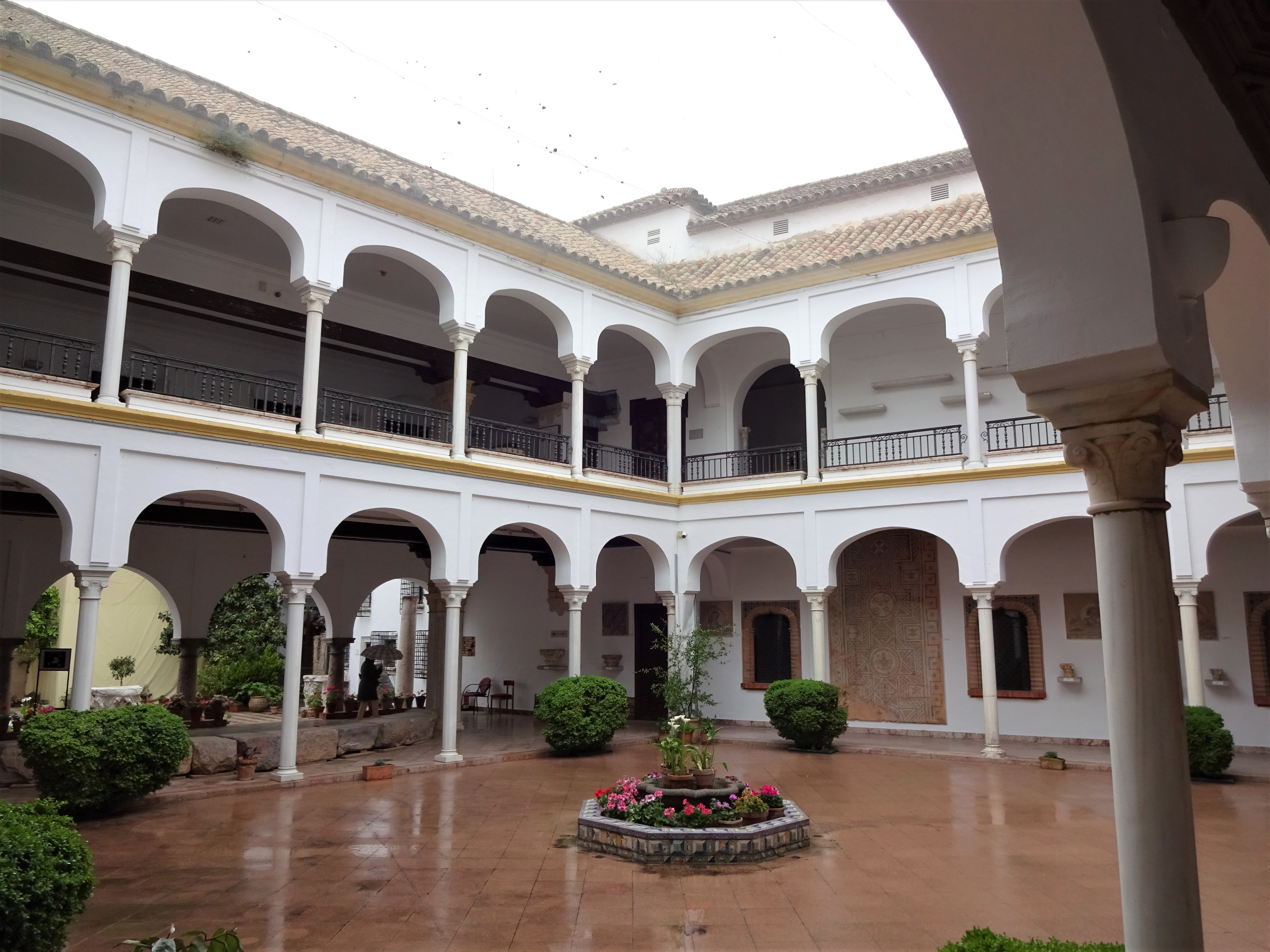
Innenhof Altbau, Archäologisches Museum Cordoba

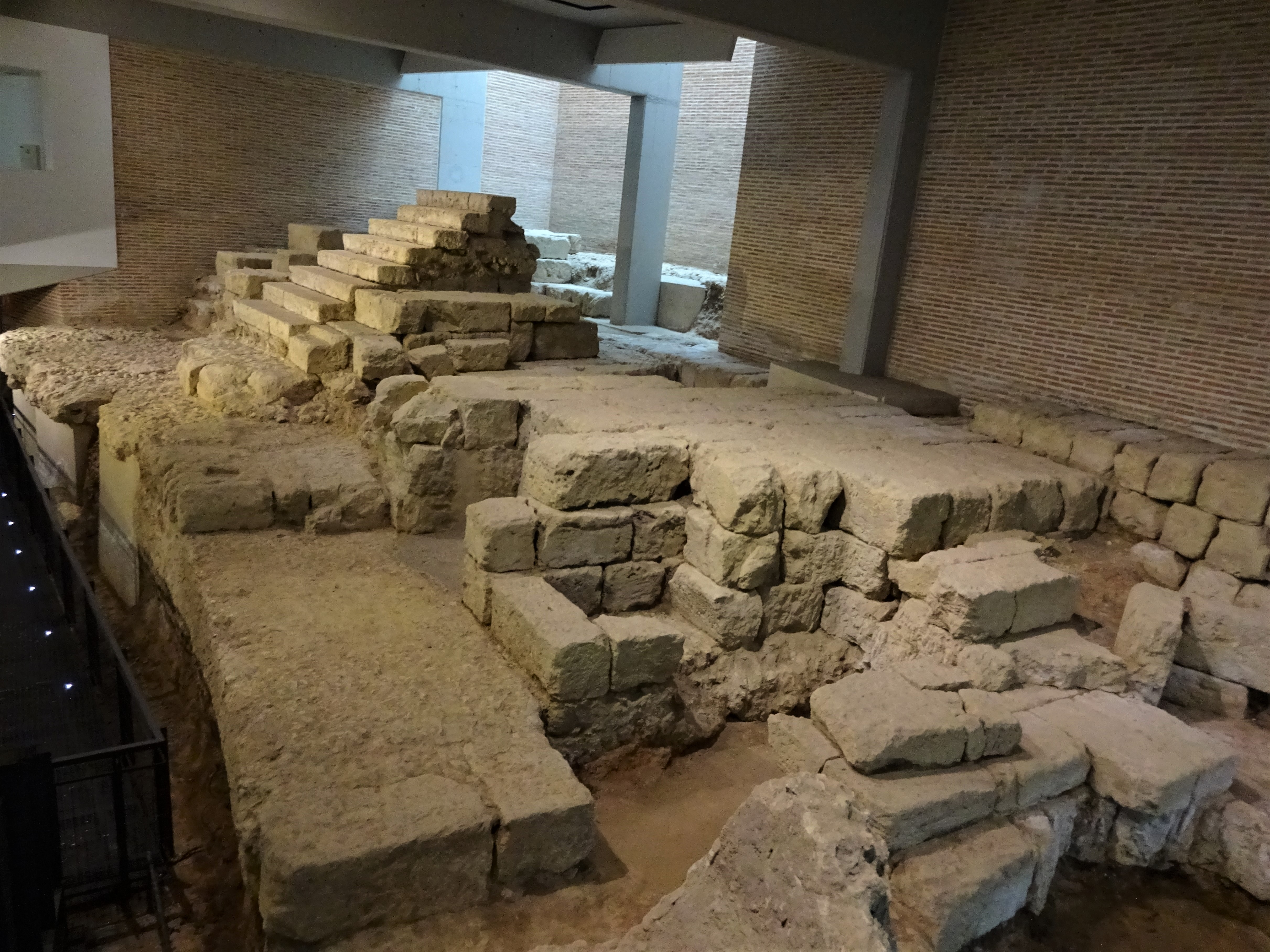
Römisches Theater, Archäologisches Museum Cordoba

Das Archäologische Museum Córdoba (spanisch: Museo Arqueológico de Córdoba) zeigt archäologische Funde aus der iberischen, römischen und arabischen Zeit aus Córdoba und der Region. Es befindet sich zurzeit in einem Neubau neben dem ursprünglichen Museum in dem Palast Palacio de los Páez de Castellejo aus dem 16. Jahrhundert am Pl. Jerónimo Páez, einem stillen Altstadtplatz, auf dem auch Reste eines römischen Theaters gefunden wurden. Diese sind im Untergeschoss des Neubaus begehbar. Der Innenhof des Altbaus ist während der Öffnungszeiten des Museums ebenfalls öffentlich zugänglich und zeigt vor allem antike Mosaike und andere antike Großexponate.

## Galerie

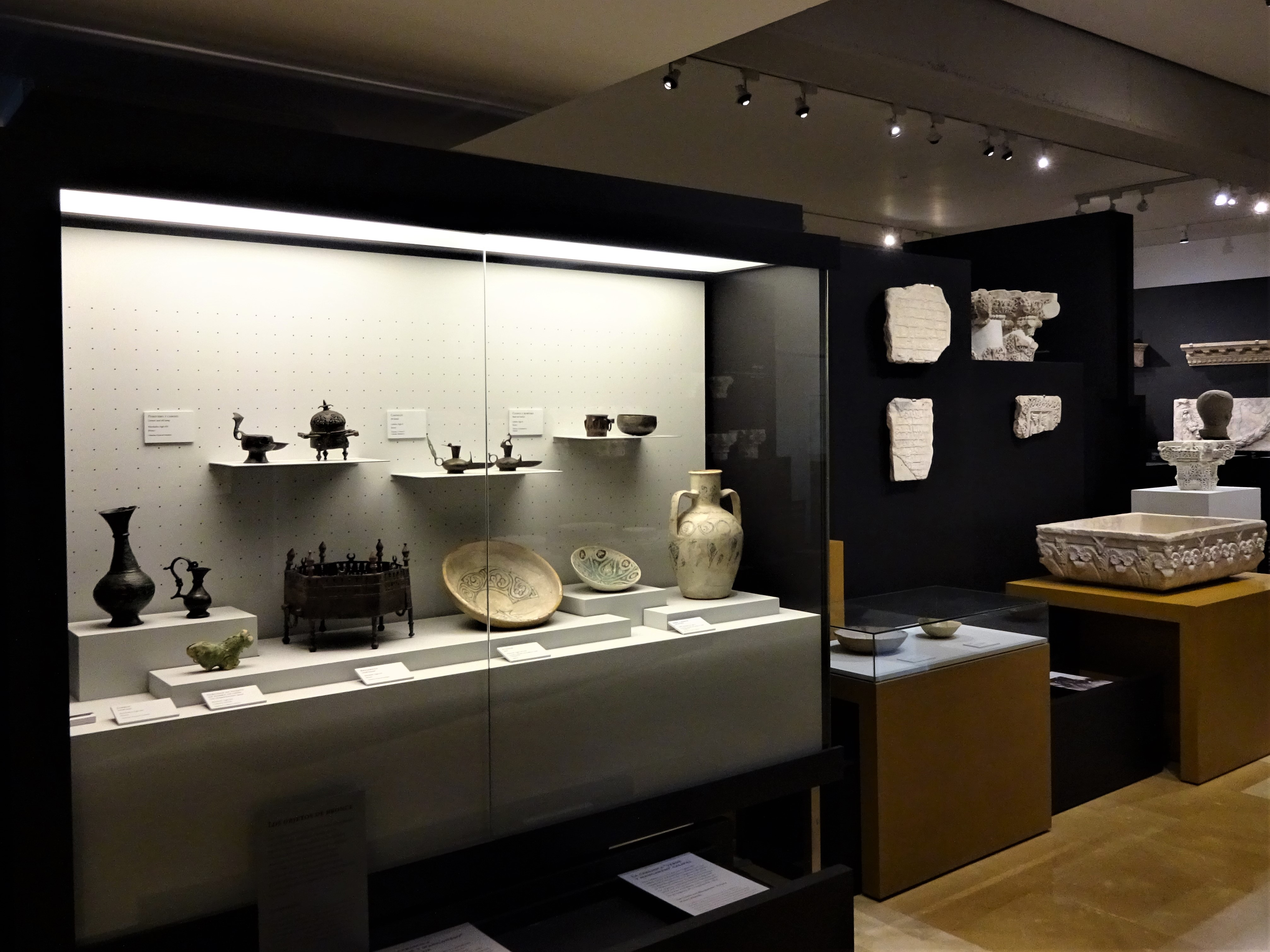
Saal im Obergeschoss
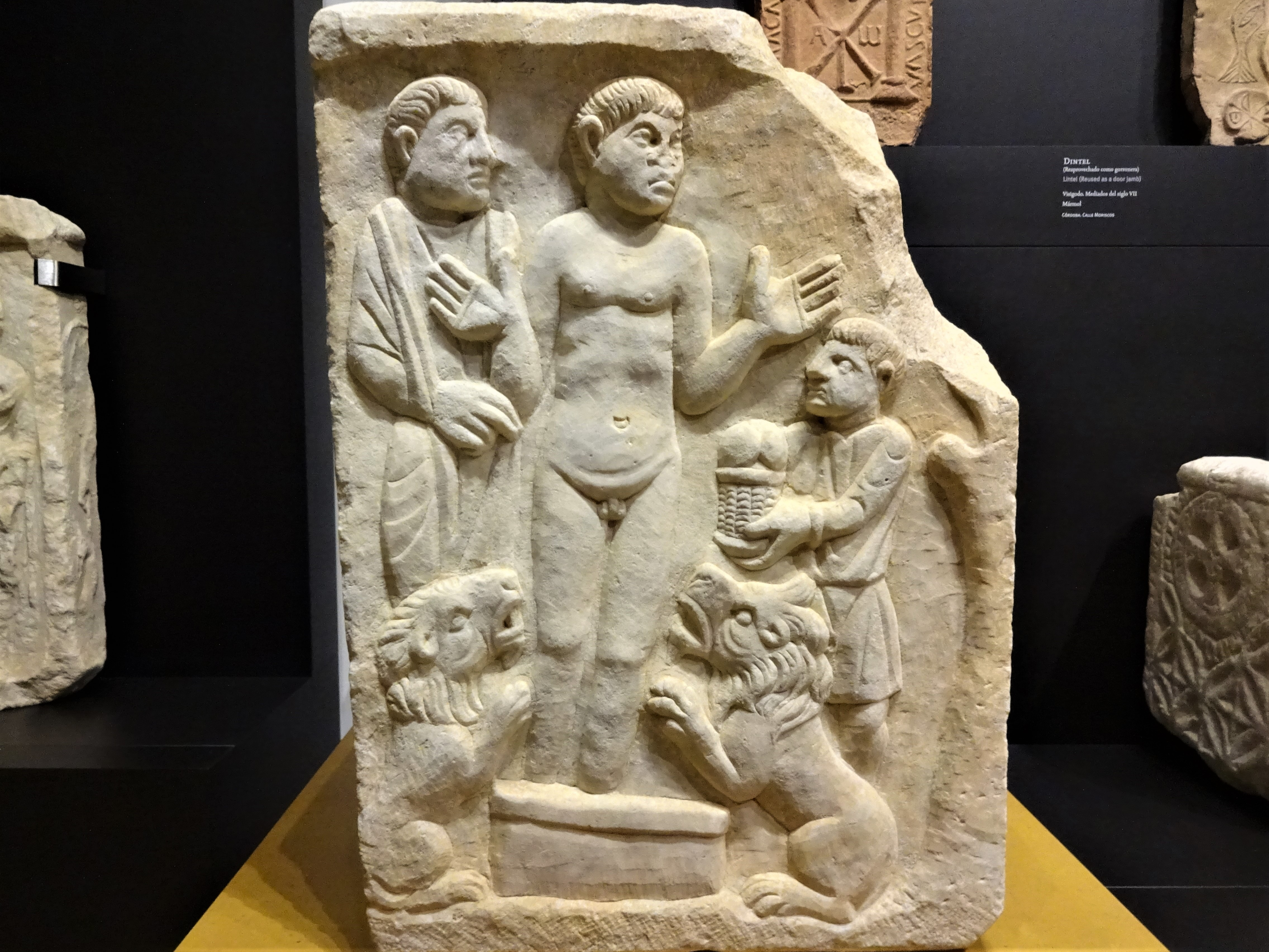
Fragment eines Sarkophags, 4. Jh. n. Chr.
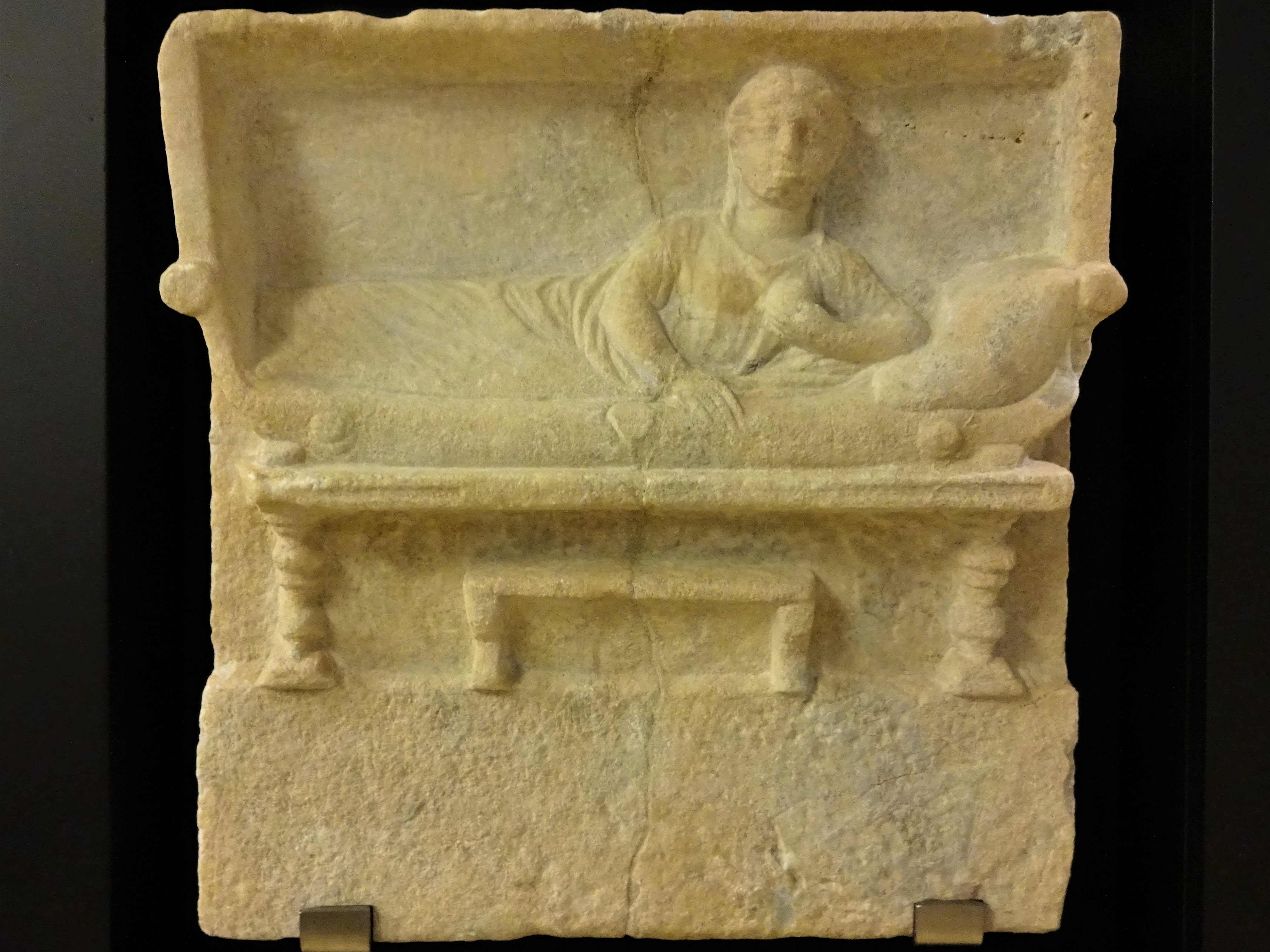
Grabstele, 1. Jh. n. Chr.
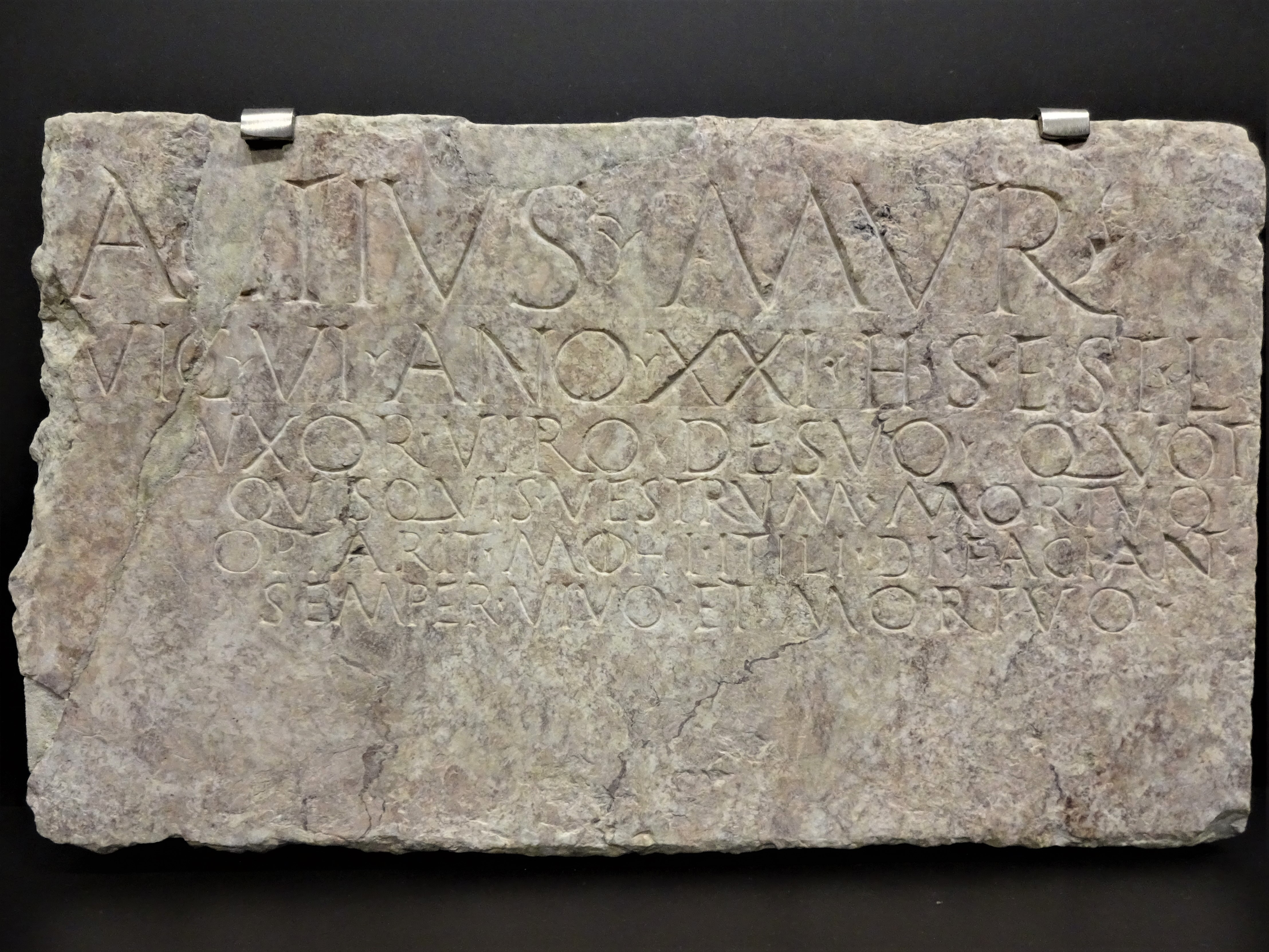
Grabstein eines Gladiators (Murmillo), 1. Jh. n. Chr.